# Volčichinskij rajon
Il Volčichinskij rajon (in russo Волчихинский район?) è un rajon del kraj dell'Altaj, nella Russia asiatica.